# لوسی-لو-لیبر
لوسی-لو-لیبر (به فرانسوی: Luçay-le-Libre) یک کمون در فرانسه است که در اندر واقع شده‌است. لوسی-لو-لیبر ۱۱٫۸۵ کیلومتر مربع مساحت و ۱۱۵ نفر جمعیت دارد و ۱۳۹ متر بالاتر از سطح دریا واقع شده‌است.